# Wiejkówko

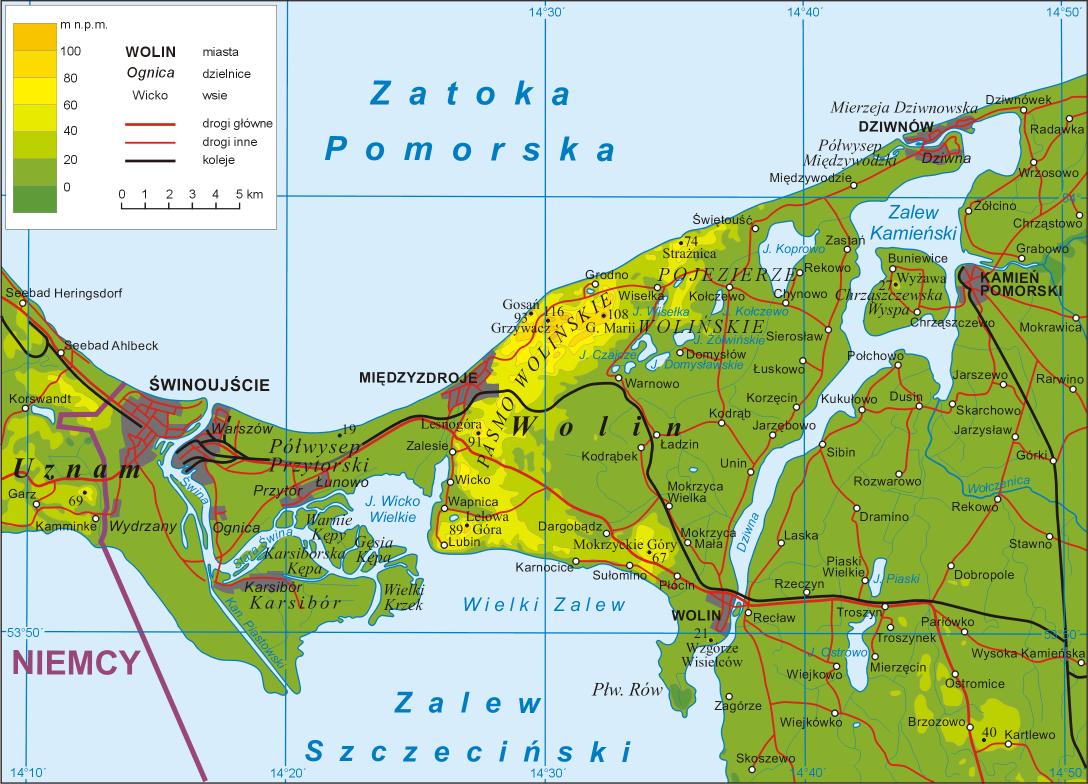
Mapa wyspy Wolin z zaznaczonym Wiejkówkiem

Wiejkówko (niem. Klein Weckow) – osada w Polsce położona w województwie zachodniopomorskim, w powiecie kamieńskim, w gminie Wolin.
W latach 1975–1998 miejscowość administracyjnie należała do województwa szczecińskiego.

## Zabytki
- park dworski, k. XIX, nr rej.: A-665z 27.10.1982, pozostałość po dworze.